# Dudleya verityi
Dudleya verityi är en fetbladsväxtart som beskrevs av K.M. Nakai. Dudleya verityi ingår i släktet Dudleya och familjen fetbladsväxter. Inga underarter finns listade i Catalogue of Life.